# Geolycosa rafaelana
Geolycosa rafaelana là một loài nhện trong họ Lycosidae.
Loài này thuộc chi Geolycosa. Geolycosa rafaelana được Ralph Vary Chamberlin miêu tả năm 1928.